# بين ستريت
بين ستريت هو لاعب هوكي الجليد كندي، ولد في 13 فبراير 1987 في كوكويتلام في كندا.

## وصلات خارجية
- بين ستريت على موقع دوري الهوكي الوطني (الإنجليزية)
- بين ستريت على موقع EliteProspects.com (الإنجليزية)
- بين ستريت على موقع Eurohockey.com (الإنجليزية)
- بين ستريت على موقع HockeyDB.com (الإنجليزية)
- بين ستريت على موقع Hockey-Reference.com (الإنجليزية)
- بين ستريت على موقع أوليمبيديا (الإنجليزية)